# Лавровка (Тамбовская область)
Лавровка — деревня в Мордовском районе Тамбовской области России. Входит в Шульгинский сельсовет.

## История
В епархиальных сведениях 1911 года значится по приходу церкви в селе Чемлычек (сейчас деревня Чемлык). Тогда в Лавровке было 97 дворов, в которых проживали 369 мужчин и 370 женщин. Действовала земская школа.

## Достопримечательности
В деревне находится православный храм Марфы Тамбовской. Освящён в 2015 году. 

## Население
| 2002 | 2010 |
| ---- | ---- |
| 305  | ↘289 |

Согласно результатам переписи 2002 года, в национальной структуре населения русские составляли 93 % от жителей.